# 23274 Уміньчунь
23274 Уміньчунь (23274 Wuminchun) — астероїд головного поясу, відкритий 30 грудня 2000 року.
Тіссеранів параметр щодо Юпітера — 3,233.
Названо на честь китайського призера конкурсу Intel Science Talent Search У Міньчуня (кит.: 呉敏駿).